# Dejen
Dejen est un des 105 woredas de la région Amhara d'Éthiopie.

## Histoire
Le nom de la woreda vient du district traditionnel sur lequel il se situe, où Admas Mogasa, la veuve de l’empereur Menas d'Éthiopie, éleva le futur empereur Susneyos d'Éthiopie, et lui enseigne "la doctrine des livres saints".

## Situation géographique
Dejen fait partie de la zone de Misraq Godjam, et est bordé au sud par le Nil Bleu, appelé Abay en Éthiopie, qui le sépare de la région d’Oromia ; à l’ouest par le woreda d’Awabel, au nord-ouest par le woreda de Debay Telatgen, au nord par le woreda Enemay, et à l’est par Shebel Berenta. Le centre administratif du woreda est Dejen (en), sa principale agglomération.

### Ponts sur le Nil bleu
Le pont d’Abay relie Dejen à Wara Jarso (Oromia), et porte également l’autoroute entre Addis Abeba et Bahir Dar. Avant le pont, il fallait traverser le Nil bleu au gué de Shefartak (10° 5' N 38° 17' E). Un nouveau pont, le Hidasie Bridge, est inauguré le 10 septembre 2008 en présence de membres du gouvernement et d’invités de marque. Long de 303 mètres, le pont a été financé par le gouvernement japonais à hauteur de 319.3 Birr, et constitue une portion de la nouvelle route entre Addis Abeba et Dejen. Selon des experts, le nouveau pont permettra aux conducteurs de doubler leur vitesse, et ainsi de rouler à 60 km/h, et d’augmenter le nombre de véhicules (actuellement 360 par jour, leur nombre devrait atteindre 729 dans six ans). Le nouveau pont est situé à côté de l’ancien, qui avait été construit par le gouvernement italien en guise de réparations de guerre pour leur occupation de l’Éthiopie pendant la Seconde Guerre mondiale, et avait soixante ans quand le nouveau a été inauguré.

## Démographie

### Recensement de 1994
Le recensement national de 1994 donnait pour ce woreda une population totale de 87 469 personnes dans 18 399 foyers, dont 42 440 hommes et 45 029 femmes, et 8 930 ou 10,21% d’urbains. Le groupe ethnique le plus représenté est le groupe amhara, avec 99,87%. Les habitants sont chrétiens à 94,83%, et musulmans à 5,1%.

### Recensement de 2007
Selon le recensement conduit par l’agence centrale de statistiques éthiopienne en 2007, le woreda de Dejen compte 102 359 habitants, soit une augmentation de 17,02% par rapport au recensement de 1994, dont 49 487 hommes et 52 872 femmes ; 8,50% (soit 8 700) d’entre eux vivent en milieu urbain. Avec une aire de 620,97 km², la densité de population à Dejen s’élève à 164,84 habitants par km², au-dessus de la moyenne de la zone, qui est de 153,8 habitants par km². On compte 25 511 foyers dans le woreda, soit en moyenne 4,01 personnes par foyer, et 24 917 logements. La majorité des habitants pratique le christianisme éthiopien orthodoxe, que 97,01% des habitants déclarent comme leur religion, tandis que 2,85% de la population se proclame musulmane.